# Philip Ayres

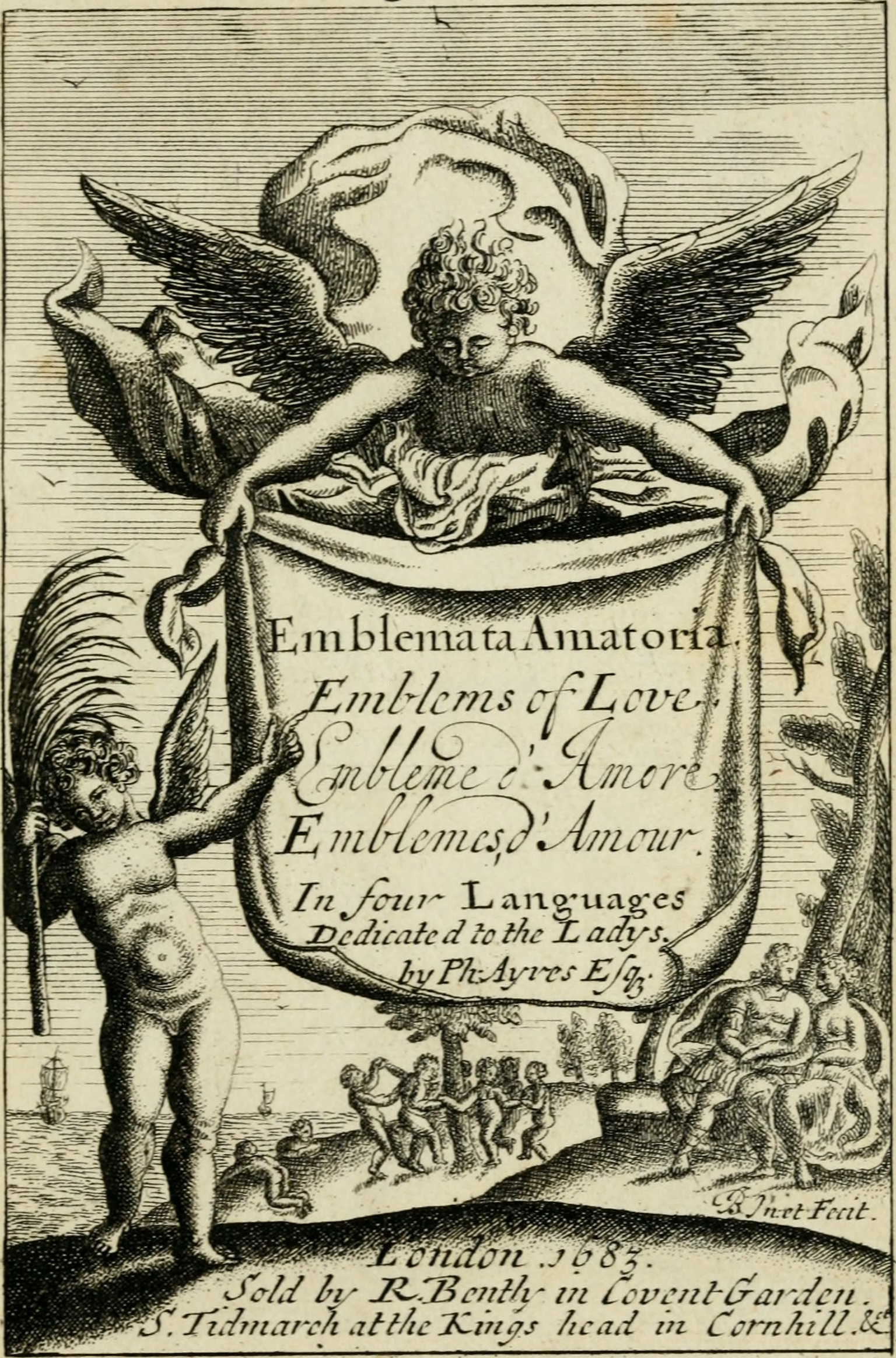
Portada calcográfica de Emblemata Amatoria. Emblems of Love. Embleme d'Amore. Emblemes d'Amour. In four languages, dedicated to the Ladys, Londres, R. Bently, 1683.

Philip Ayres ( 1638-1712) fue un escritor y traductor inglés.
Nacido en Cottingham y formado en Westminster y Oxford, fue profesor de lenguas extranjeras y tutor de jóvenes miembros de familias adineradas.

## Obras
Autor de un número relativamente abundante y variado de escritos, pero escasamente original, en 1667 dio a luz su primera obra: una breve biografía del papa Alejandro VII, fallecido ese mismo año: A short Account of the Life and Death of Pope Alexander VII, con una relación de los funerales que parece destinada a un público culto y con opiniones religiosas moderadas, y en 1670 publicó en Londres The Fortunate Fool, traducción de la novela de Alonso Jerónimo de Salas Barbadillo El necio bien afortunado.
La obra por la que principalmente se le recuerda, Emblemata Amatoria. Emblems of Love. Embleme d'Amore. Emblemes d'Amour. In four languages, dedicated to the Ladys (Londres, R. Bently, 1683), es una colección de algo más de cuarenta emblemas amorosos populares ampliamente difundida, de la que apenas cabe destacar el empleo de cuatro lenguas en los epigramas. Los dibujos, muy burdos, en su mayor parte copian invertidos y en formato vertical los de Crispijn de Passe para el anónimo Thronus Cupidines sive Emblemata Amatoria (Ámsterdam, 1618), inspirados a su vez en los Amorum Emblemata de Otto Vaenius, y los que no tienen esa fuente imitan directamente los grabados de Vaenius y, en un caso, de los Emblemata Amatoria de Daniel Heinsius.
En cuanto a los versos, Mario Praz califica los italianos, cuando no son copia de Vaenius, de «pésimos» en métrica y sintaxis. No obstante la colección tuvo posteriormente varias ediciones sin fecha, hasta la de 1714, que parece la última, publicada por W. Likely y L. Stokoe con el título Emblemata Amatoria: or, Cupid's Address too the Ladies, y le salió un imitador neerlandés, Jan van Vianen, que firma los grabados —mejorados— de Emblemata Amatoria, Emblemes d'Amour, en Quatre Langue (sic), Londres, sin fecha.
Muy distinto es el tratado Vox Clamantis, or an Essay for the Honour, Happiness and Prosperity of the English Gentry (1684), dedicado a los miembros masculinos de la nobleza terrateniente, entre la que Ayres residió gran parte de su vida.
La que sería su obra principal, Lyric Poems, Made in imitation of the Italians, 1687, es una colección de poemas traducidos de poetas italianos pertenecientes a la escuela de Giambattista Marino, en la estela de Thomas Stanley, junto con algunas poesías originales compuestas a imitación de aquellos.
La última de sus obras publicadas es una colección de cuatro novelas cortas entrelazadas: The Revengeful Mistress; being an Amorous Adventure of an English Gentleman in Spain. In which are also contain’d three other novels, viz. The Wrong’d Innocence clear’d, The generous Impostor, and The Unfortunate Collonel. Londres, R.Wellington, 1696. [La amante vengativa; siendo una aventura amorosa de un caballero inglés en España. En el que también se incluyen otras tres novelas, a saber: La inocencia equivocada clara, El impostor generoso y El coronel desafortunado]. Obra rara, escrita, según dice, para advertir a los caballeros viajeros de los peligros que se encuentran en el continente provocados por las mujeres enfermas de Italia y, especialmente, de España. Ayres, que dice haber sido miembro del Saint John's College (Oxford) y haber pasado la primera parte de su carrera junto a sir Richard Fanshawe en su embajada en España y Portugal, afirma haber tenido la oportunidad de observar y así tener conocimiento de primera mano de las sutilezas con las que las malas mujeres atraen con sus trampas a hombres de calidad y otras partes eminentes y así arruinan a muchas familias nobles.